# Florin Constantinescu
Florin Constantinescu (* 1938 in Cluj) ist ein rumänischer Mathematiker, der sich mit mathematischer Physik befasst.
Constantinescu studierte ab 1954 Mathematik und Physik an der Universität Babes-Bolyai in Cluj und außerdem Ingenieurwissenschaften an der dortigen Technischen Hochschule. Nach dem Diplom 1961 promovierte er 1964 an der Universität Cluj in mathematischer Physik. 1968/69 war er mit einem Humboldt-Stipendium an der Universität München, 1970/71 Assistent in München und Mainz, wo er sich 1971 habilitierte. 1971 wurde er Professor an der Johann-Wolfgang-Goethe-Universität Frankfurt am Main.

## Schriften
- mit Hans Friedrich de Groote: Geometrische und algebraische Methoden der Physik: Supermannigfaltigkeiten und Virasoro-Algebren, Teubner, 1994
- Distributionen und ihre Anwendungen in der Physik, Teubner 1974
  - Englische Ausgabe: Distributions and their applications to physics, Pergamon 1980